# Interdock
Interdock är en internationell dockteaterfestival i Lund. Den arrangeras sedan tjugoett år av kulturföreningen Pinocchio, bildad 1985 av lokala dockteaterentusiaster. Festivalen har genom åren vuxit till en uppskattad lundatradition. Professionella grupper från många olika länder har deltagit.
Dockteatern har väldigt låg status i Sverige och betraktas för det mesta enbart som barnteater. På de platser där dockteatern däremot är en viktig kulturbärare ser man på skådespelarna, dockorna, objekten och scenografin som en självständig scenisk uttrycksform. Då blir dockteater också någonting som angår och intresserar vuxna människor.